# Большая Екатериновка (Саратовская область)
Большая Екатериновка — село в Аткарском районе Саратовской области России. Административный центр Большеекатериновского муниципального образования.

## История
Большая Екатериновка была основана в начале XIX века украинскими крепостными крестьянами графа Воронцова, выходцами из Воронежской губернии. В «Списке населённых мест Саратовской губернии по данным 1859 года» населённый пункт упомянут как владельческое село Большая Екатериновка Аткарского уезда (1-го стана) при реке Бакур, расположенное в 25 верстах от уездного города Аткарска. В селе имелось 317 дворов и проживало 2205 жителей (1105 мужчин и 1100 женщин). Действовали православная церковь, базар и две ярмарки.
Согласно «Списку населённых мест Аткарского уезда» издания 1914 года (по сведениям за 1911 год) в селе Большая Екатериновка, относившейся к Больше-Екатериновской волости, имелось 405 хозяйств и проживало 1956 человек (970 мужчин и 986 женщин). В национальном составе населения преобладали великороссы. В селе функционировали церковь, церковная школа, земская школа, фельдшерский и аптечный пункты, ветеринарный пункт, ярмарка и базарный пункт.

## География
Село находится в северной части района, в пределах Приволжской возвышенности, на правом берегу реки Бакурка, на расстоянии примерно 27 километров (по прямой) к северо-северо-западу (NNW) от города Аткарск. Абсолютная высота — 195 метров над уровнем моря.

Часовой пояс
Село Большая Екатериновка, как и вся Саратовская область, находится в часовой зоне МСК+1. Смещение применяемого времени относительно UTC составляет +4:00.

## Население
| 2002 | 2010 |
| ---- | ---- |
| 599  | ↘519 |

Гендерный состав
По данным Всероссийской переписи населения 2010 года в гендерной структуре населения мужчины составляли 45,3 %, женщины — соответственно 54,7 %.
Национальный состав
Согласно результатам переписи 2002 года, в национальной структуре населения русские составляли 81 %.

## Инфраструктура
В селе функционируют средняя общеобразовательная школа, детский сад, общая врачебная практика, дом культуры и отделение Почты России.

## Улицы
Уличная сеть села состоит из трёх улиц и одного проезда.